# Kaukázusi front (első világháború)
A kaukázusi front az első világháború egyik mellékfrontja volt, ahol az Orosz Birodalom és az Oszmán Birodalom seregei ütköztek meg a Kaukázus hegyvonulataitól délre eső területeken. A harcokba később becsatlakoztak a térségben függetlenségre szert tevő államok, Örményország, Azerbajdzsán, Grúzia (Georgia), az Észak-Kaukázusi hegyi köztársaság (Hegyi-Karabah), a Német Birodalom, a Közép-kaszpi Diktátorság és a Brit Birodalom. A hadszíntér a déli Kaukázustól az Örmény-felföldig terjedt, elérve egészen Trabzonig, Bitlisig, Musig és Van városáig. A szárazföldi harcokhoz kapcsolódóan zajlottak tengeri összecsapások a Fekete-tengeren.
A front 1914. november 1-én nyílt meg az Orosz Birodalom támadásával az Oszmán Birodalom ellen, melynek során az orosz csapatok betörtek Örményország török kézen lévő részeire.
1917 februárjában az orosz előretörést megakasztotta az orosz forradalom, ami után nem sokkal az orosz kaukázusi hadsereg bomlásnak indult és helyét a függetlenedő Örményország fegyveres erői vették át, melyek részben a korábbi orosz hadsereg részét képezték és örmény önkéntes alakulatokkal és az örmény irreguláris egységekkel egészítődtek ki. 1918 folyamán a térségben több új államalakulat jött létre, közte a Közép-kaszpi Diktátorság és Hegyi-Örményország, az antantnak a mezopotámiai frontról és a nyugati frontról a térségbe áthelyezett erőiből pedig ebben az évben hozták létre a Dunsterforce nevű haderőt.
Az 1918. március 3-án megkötött breszt-litovszki békeszerződés véget vetett az Orosz Birodalom és az Oszmán Birodalom közötti a fegyveres összecsapásoknak, az Oszmán Birodalom pedig 1918. június 4-én a batumi békeszerződéssel elismerte Örményország, Azerbajdzsán és Grúzia függetlenségét. A harcok azonban tovább folytatódtak az Oszmán Birodalom és a Közép-kaszpi Diktátorság, Hegyi-Örményország és a Dunsterforce között egészen a mudroszi fegyverszünet 1918. október 30-ai aláírásáig.
A törökök 1915-től kezdődően egészen 1923-ig népirtást követtek el az örményekkel szemben. A törökök a tettüket azzal indokolták, hogy az örmények együttműködnek ellenük az oroszokkal és ezért potenciálisan „ötödik hadoszlopként” szolgálhatnak.

## Előzményei
Az Oszmán Birodalom fő célja a Kaukázusban elveszített területeinek visszaszerzése volt, melyek nagy részét még az 1877-78-as háborúban veszítette el Oroszországgal szemben. A legnagyobb városok, melyeket vissza akartak szerezni Artvin, Ardahan, Kars és a tengerparti Batumi voltak. Az új front megnyitása azt is jelentette egyben, hogy az oroszoknak erőket kell elvonniuk a lengyel és galíciai frontokról, ezért a török hadba lépést és a kaukázusi hadjárat tervét Németország és az Osztrák–Magyar Monarchia kedvezően fogadta. Németország szállította le a hiányzó eszközöket, amivel a térségben állomásozó 3. török hadsereg megkezdhette a hadjáratot. Enver pasa török hadügyminiszter azt remélte, hogy a siker utat nyit Tiflisz, és az azon túli területek felé, és a török sikerek a kaukázusi muszlimok lázadását vonják majd magukkal. Az oszmánok stratégiai célja az volt, hogy az oroszokat elvágják a Kaszpi-tenger körüli szénhidrogén-lelőhelyektől.
Oroszország másodlagos frontként tekintett a kaukázusi frontra a keleti front mellett, ahol jelentősen nagyobb erőket vetettek be. Az oroszok 1877-ben szerezték meg Kars városát a törököktől és attól tartottak, hogy a törökök a Kaukázusba betörve ezt a várost illetve Batumit megpróbálják majd visszaszerezni. 1915 márciusában az Orosz Birodalom külügyminisztere, Szergej Szazonov a brit nagykövettel, George Buchanannel és a francia nagykövettel, Maurice Paléologue-gal való találkozója során úgy nyilatkozott, hogy a háború utáni tartós béke eléréséhez Konstantinápolynak (Isztambuknak), a Boszporusznak és a Dardanelláknak, a Márvány-tengernek, és Trákia déli részének fel egészen az Enosz–Midija-vonalig, valamint Anatólia fekete-tengeri partvidékének a Boszporusz és a Sakarya folyó közötti részének egy İzmithez közeli meg nem határozott pontig teljesen orosz kézre kell kerülnie. A cári hatalom elképzelése szerint Észak-Anatólia és Isztambul muzulmán lakosságát jóval megbízhatóbb kozák telepesekkel kellett volna lecserélni.
1914-ben, még a háború előtt a brit kormányzat szerződést kötött az Angol–Perzsa Olajvállalattal a haditengerészet igényeinek fedezéséről. Ez a vállalat a török elképzelések útjában állt, és kizárólagos jogokkal rendelkezett Perzsia olajlelőhelyei felett, leszámítva annak Iráni Azerbajdzsán, Gilán, Mázendarán, Asdrabad és Horászán tartományait.

## A szembenálló erők

### Oszmán Birodalom
A törökök a háború kezdetén egy hadsereget állomásoztattak a régióban, mely a 3. hadsereg megnevezést viselte. Az 1916-ban küldött erősítésekkel megalakították a 2. hadsereget is. A konfliktus kezdetén a törökök hadereje ezen a fronton összesen 100-190 000 főt tett ki, a katonák nagy része gyengén volt felszerelve.

### Oroszország
A háború előtt orosz részről a 100 000 fős Kaukázusi Hadsereg állomásozott a régióban Illarion Voroncov-Daskov kormányzó és tábornok névleges parancsnoksága alatt. A hadsereg tényleges vezetője a vezérkari főnök, Nyikolaj Nyikolajevics Jugyenyics tábornok volt. A kaukázusi hadjárat kezdetén az oroszoknak az itt állomásozó haderejük csaknem felét át kellett helyezniük a porosz frontra, ahol a tannenbergi csata és az első mazuri-tavaki csata során súlyos vereségeket szenvedtek. A kaukázusi hadseregnél emiatt mindössze 60 000 katonája maradt. Ez a haderő azonban az örmények részéről jelentős támogatást kapott, akik Tovmasz Nazarbekov, Movszesz Szilikján és Primuv tábornokok parancsnoksága alatt a Kaukázusban maradtak. Az oroszok kaukázusi hadserege 1917-ben feloszlott, miután az orosz ezredek a forradalom után dezertáltak. Ekkor az állományából 110-120 000 fő volt örmény. A Közel-Keleten a törökök ellen harcoló örmények száma a többi szövetséges haderőben szolgálókkal együtt közel 150 000 főt tett ki.

### Örményország
1914 nyarán örmény önkéntes alakulatokat hoztak létre az orosz hadseregen belül. Eleinte különítményeket állítottak fel belőlük a Kaukázusi alkirályság alatt és nem voltak alárendelve a kaukázusi parancsnokságnak. Ezeket az alakulatokat Andranik Ozanján vezette. Ismertebb vezetői voltak még Drasztamat Kanaján, Amazaszp Szrvanctján, Arsak Gafavján és Szargisz Mehrabján. Egy török alattvaló, Karekin Bastermadjian is a vezetők között volt. Kezdetben 20 000 fő felett rendelkeztek, de a konfliktus ideje alatt ez tovább növekedett. 1916 fordulóján Nyikolaj Jugyenyics úgy döntött, hogy ezeket az erőket vagy összevonja az Orosz Kaukázusi Hadsereggel, vagy feloszlatja őket.
Az örmény felszabadítási mozgalom irányította az örmény fedajíneket a konfliktusok során. Ezek a polgári erők általában ismert vezetők köré szerveződtek, mint Szebaszteiai Murád, és általánosan örmény partizán különítményeknek nevezik őket. Boghos Nubar, az Örmény Nemzeti Gyűlés elnöke, a párizsi békekonferencián kijelentette, hogy csatlakoztak a fő örmény egységekhez. A Vantól Erzincanig húzódó orosz védelmi vonalat ezek az egységek szervezték meg.
1917 decemberében az Örmény Nemzeti Felszabadítási Mozgalom felállított egy fegyveres erőt Tovmas Nazarbekian tábornok vezetésével. A frontvonalat három fő hadosztály tartotta, melyeket Movses Silikiyan, Andranik Ozanian és Mihail Aresian vezettek. Ezeken túl egy reguláris egységet vezetett még Korganian ezredes. A Vantól Erzincanig húzódó vonalat is ezek az egységek szervezték meg.
1918 elején az orosz haderő 17 000 korábbi katonájából és 4000 helyi önkéntesből hozták létre az Örmény Nemzeti Hadsereget. A sereg 20 000 gyalogosból és 1000 fős lovasságból állt. Allen és Muratoff szerint az Örmény Hadtest 1918. január 1-én a következő erőkkel bírt:
- 2 gyalogsági hadosztály:
  - 4 ezred (ezredenként 3 zászlóaljjal)
- 3 gyalogsági dandár:
  - 4 zászlóaljjal dandáronként
- 1 lovassági dandár:
  - 2 ezred:
    - 4 század ezredenként
- néhány milícia-zászlóalj
- 6 tüzérüteg:
  - 4 löveggel ütegenként

A zászlóaljak állomány 400 és 600 fő között váltakozott.
A kezdeti török véleményekkel szemben az örmény haderő jól felszereltnek és jól kiképzettnek számított. A gyalogságot a Druzsinij-egységek veteránjai alkották, akik az oroszok oldalán harcoltak csaknem négy éven át és engedélyezték számukra, hogy a felbomló orosz hadsereg által hátrahagyott felszereléseket használják. A törökök úgy becsülték, hogy az örmény haderő 50 000 főből állt 1918 elején, míg a háború utáni orosz források szerint két veterán lövészhadosztályból, három önkéntes dandárból és egy lovassági dandárból álltak.

### Egyéb haderők
A térségben a konfliktus végén beavatkozó brit haderő élére 1917-ben Lionel Dunsterville-t nevezték ki, akinek a parancsnoksága alá 1000 ausztrál, brit, kanadai és új-zélandi katona tartozott. A haderő rendelkezett néhány páncélautóval is.

A hadszíntéren harcoló különböző nemzetiségek
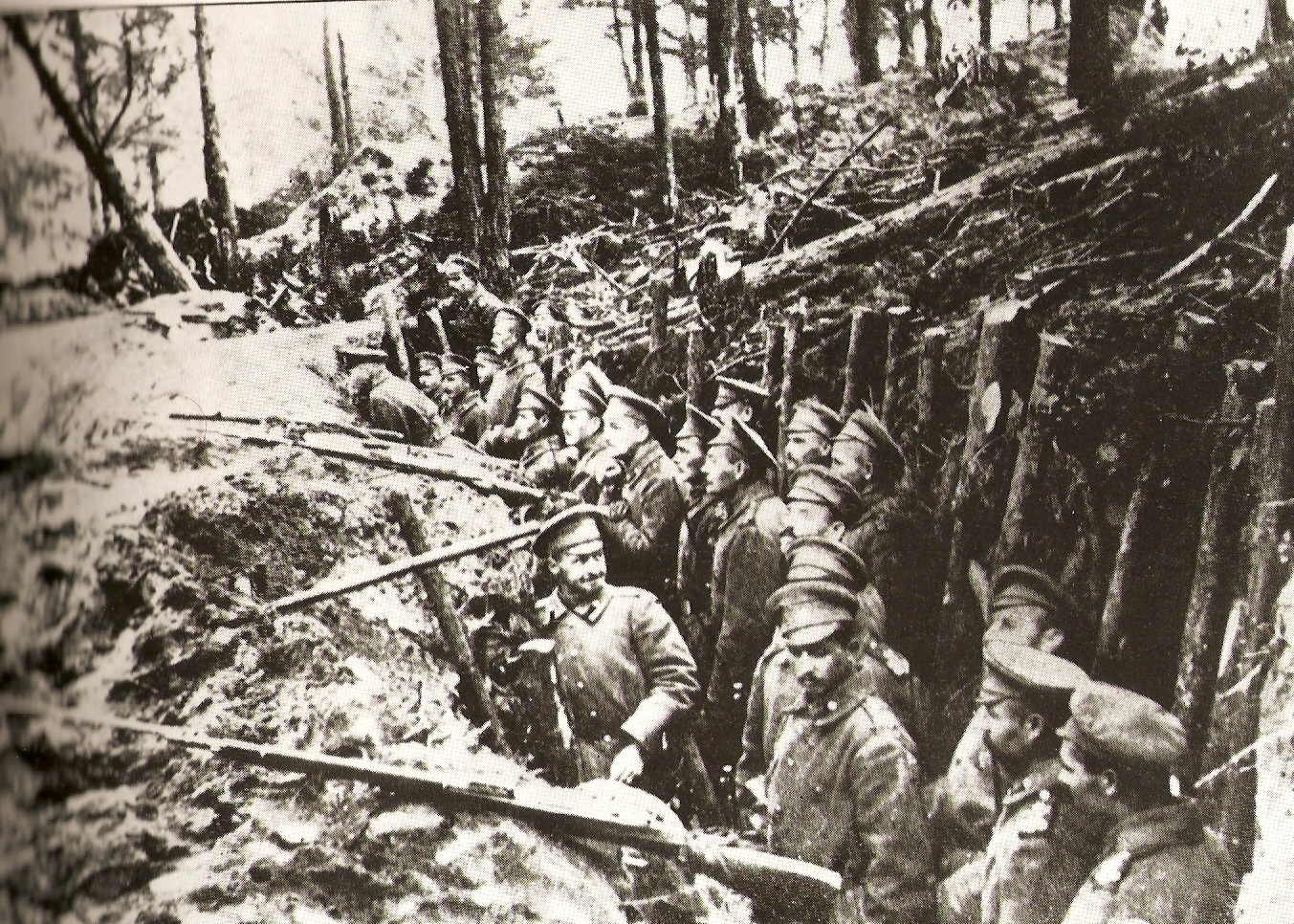
1914, Orosz katonák Sarikamişnál
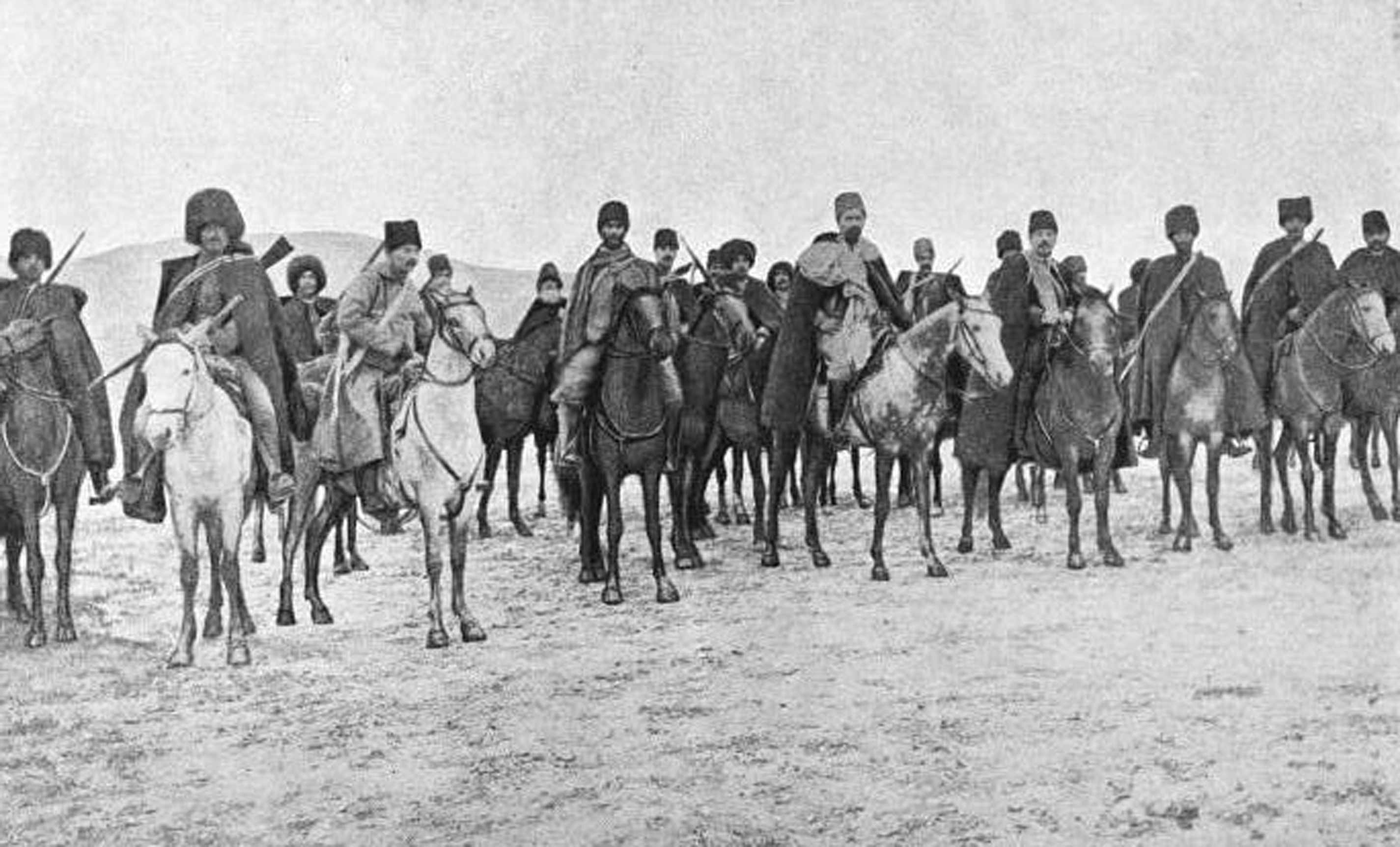
Az örmény önkéntesek vezérkara 1914-ben
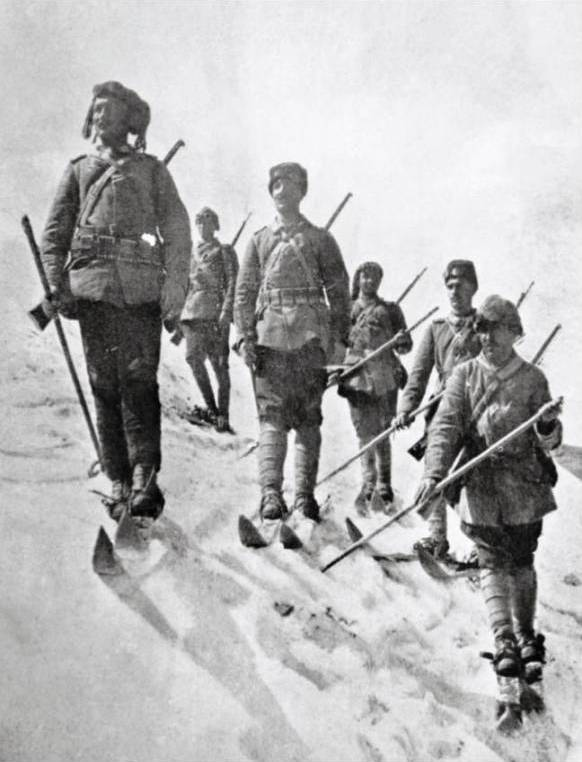
A 3. török hadsereg téli felszereléssel 1914-ben
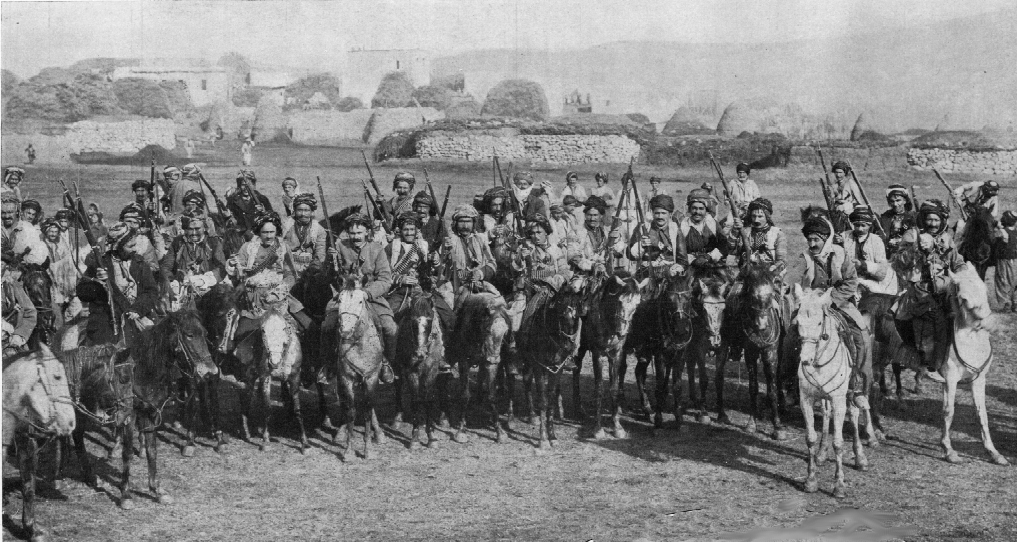
Kurd lovasság 1915-ben

## A hadműveletek

### 1914
Az 1914. november 1-én az oroszok a Berhman-offenzíva megindításával átlépték az orosz-török határt és terveik szerint el kellett foglalniuk Doğubeyazıtot és Köprüköyt. Oroszország csak másnap, november 2-án üzent hivatalosan hadat az Oszmán Birodalomnak. Erre a feladatra 25 gyalogsági zászlóaljat, 37 lovasegységet és 120 ágyút vontak össze, melyeket két támadóirányban vetettek be. A jobbszárnyon az orosz I. hadtest lépte át a határt és Sarikamişen át nyomult Köprüköy felé, ahova november 4-én ért el. A bal szárnyon a IV. hadtest Jerevánon át tört előre Pasinler felé.
A 3. török hadsereg parancsnoka, Hasszán Izzet nem támogatta a hadügyminiszter, Enver pasa által sürgetett tél miatt nehéz körülmények miatt megindítandó offenzíva megindítását. Ő azt tervezte, hogy védelemben marad és kivárja a kellő időpontot egy ellentámadás megindításához, de Enver pasa hadügyminiszter felülbírálta. November 7-én a 3. török hadsereg végül megindította az offenzíváját a XI. hadtesttel és az összes lovassági egységgel közösen. Ezt a haderőt támogatta még egy kurd törzsi ezred is. A lovasságnak nem sikerült végrehajtania a számára kijelölt bekerítő hadműveleteket, a kurd alakulat pedig megbízhatatlannak bizonyult. A 18. és a 30. hadosztályok visszavonása után az oroszoknak sikerült területeket szerezniük, de a törököknek is sikerült megtartaniuk az állásaikat Köprüköynél. November 12-re az Ahmet Fevzi pasa vezette török IX. hadtesttel erősítették meg a bal szárnyat, ahol a XI. hadtest harcolt, a 3. hadsereg pedig a lovasság segítségével hozzálátott az oroszok visszaszorításához. A 3. gyalogezrednek sikerült behatolnia Köprüköybe a november 17-20. között lezajlott Azap offenzíva után. November végére a front stabilizálódott és ekkor az oroszok 25 kilométeres mélységben tartottak a kezükön egy kiszögellést a Sarikamiş-Erzurum-útvonal mentén. Az orosz offenzíva déli szárnyán az örmény önkéntesek sikerrel jártak és elfoglalták Karaköse és Doğubeyazıt településeket. A törökök 9000 halottat és 3000 hadifoglyot veszítettek, 2800 fő dezertált.
December folyamán II. Miklós cár látogatást tett a kaukázusi frontvonalon. Az örmény egyház feje a Tifliszi Örmény Nemzeti Tanács elnökével, Alexander Katiszjánnal együtt fogadta. A cár beszédében többek között a következőket mondta:

„Örmények minden országból sietnek belépni a győzedelmes orosz hadsereg soraiba, hogy vérükkel szolgálják az Orosz Hadsereg győzelmét… Lobogjon az orosz zászló szabadon a Dardanellák és a Boszporusz felett, szabaduljanak fel a török iga alatt maradott [örmény] emberek. A Törökországban élő örmény emberek, akik Krisztus hitéért szenvedtek, részesüljenek az új, szabad élet feltámadásában…”

– II. Miklós

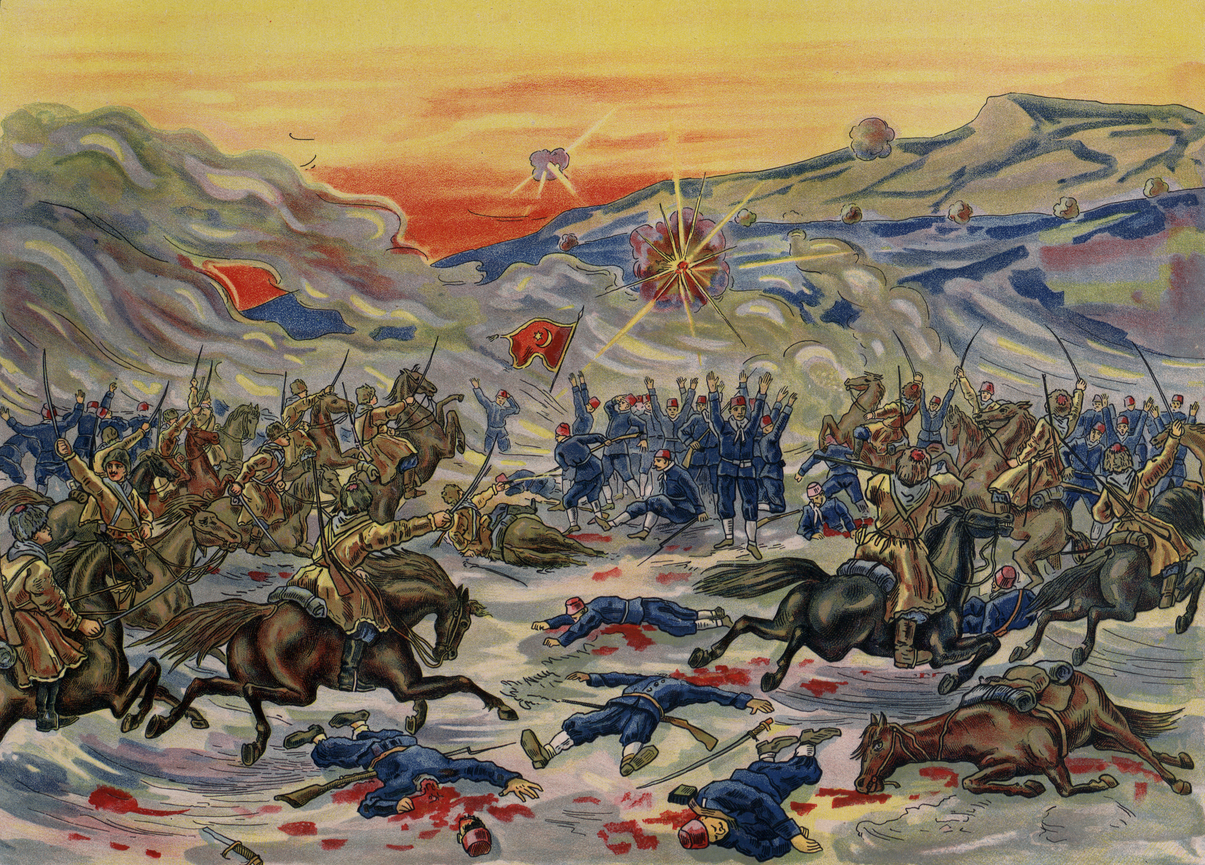
A sarikamişi győzelmet ábrázoló orosz poszter

1914. december 15-én az ardahani csata során a német August Stange alezredes vezette török csapatok megszerezték Ardahant. Stange bég vezette különítmény küldetése az volt, hogy látványos hadműveletekkel elvonja az oroszok figyelmét és egységeiket lekösse. Ehhez először a Chorok-folyó térségében kellett ténykednie, amiben a térségben anyagi segítséget nyújtottak neki a lázongó adzsárok, akik megszállták az utat. Enver később változtatott az eredeti terven annyiban, hogy a Sarikamiş elleni támadás kapott benne nagyobb szerepet. Stange bég különítménye azt a feladatot kapta, hogy vágja el az oroszok Sarikamiş-Karsz utánpótlási útvonalát. Január 1-én ez az egység Ardahanban volt.
December 22-én a sarikamişi csatában a 3. hadsereg azt a parancsot kapta, hogy nyomuljon Karsz irányába. A török előretörés miatt Voroncov kormányzó azt tervezte, hogy a kaukázusi hadsereget visszavonja Karszhoz, azonban Jugyenyics figyelmen kívül hagyta Voroncov visszavonulási szándékát, és Sarikamişban maradt védelmezni a települést. Enver pasa személyesen vette át a 3. hadsereg irányítását és vezette harcba az orosz csapatok ellen.

### 1915
Január 6-án a 3. hadsereg főhadiszállását tüzérségi támadás érte, ami után Hafiz Hakki pasa általános visszavonulást rendelt el. Másnap a török csapatok megkezdték a visszavonulásukat Erzurum felé. A sarikamişi csata hatalmas török vereségbe fulladt. A csapataik 10%-a tudott csak visszatérni a kiinduló pozíciókba, a teljes IX. hadtest megadta magát az oroszoknak. Január közepére a 95 000 fős török seregből nem egész 18 000 fő maradt életben. 30 000 török katona szenvedett fagyhalált. A harctér legmagasabb pontjai a tengerszint felett 2000 méterrel voltak, a török hadsereg ellátásához pedig csak egyetlen vasútvonal állt rendelkezésre a hófedte utakon kívül.

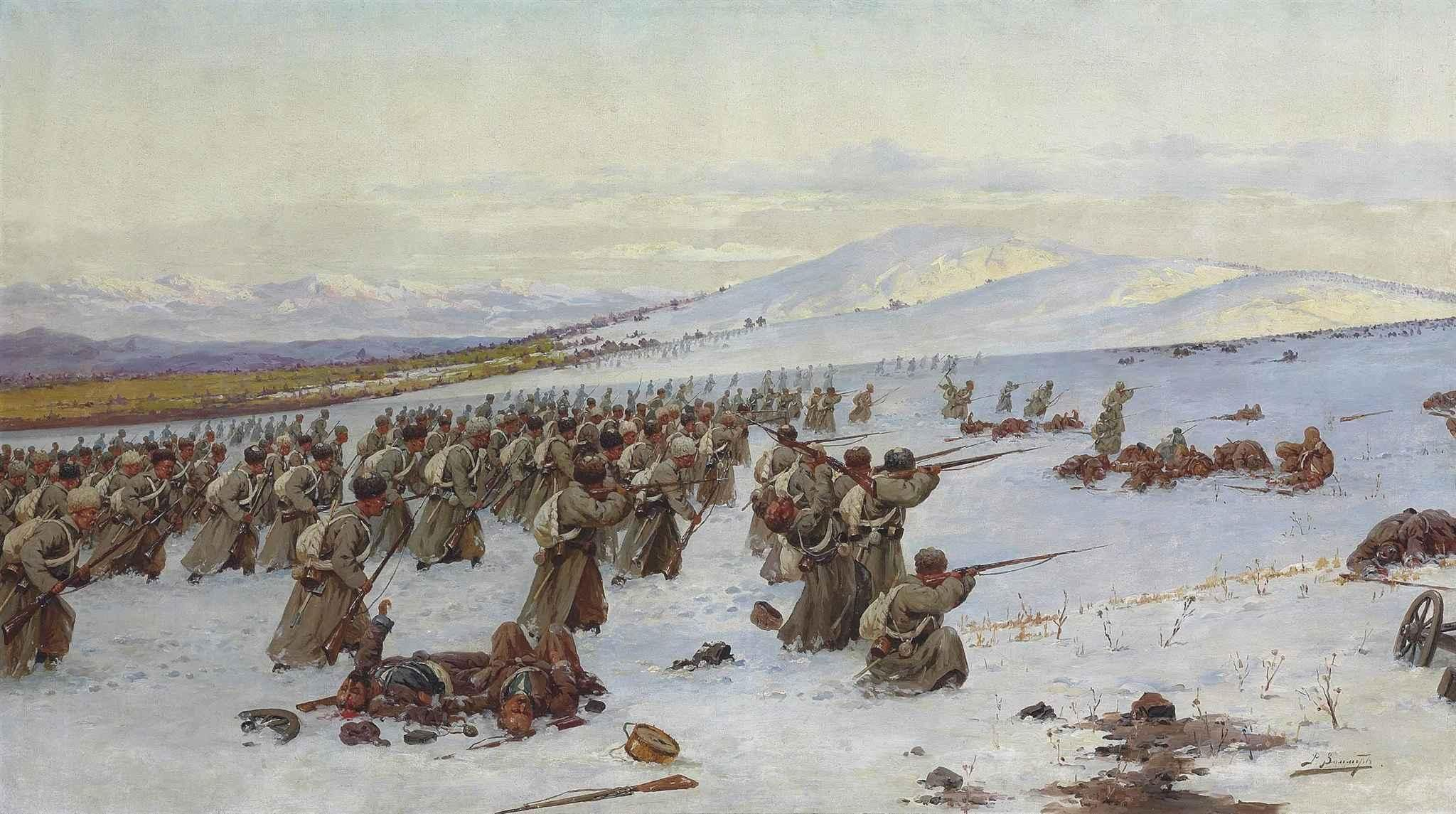
Orosz támadás a Kaukázusban

A vereség után Enver pasa lemondott a hadsereg parancsnokságáról. A törökök kudarcának egyik oka az örmény önkéntesek ténykedése volt, akik a török hadműveleteket a kritikus időpontban tudták akadályozni, aminek köszönhetően a kaukázusi hadsereg megfelelő haderőt tudott összevonni Sarikamiş védelmére. A Konstantinápolyba való visszatérését követően Enver pasa a térségben élő örményeket azzal vádolta meg, hogy tevékenyen segítik az oroszokat. Az önkéntesek ténykedése vezethetett oda, hogy a „három pasa”, melyek közül az egyik Enver volt, az örmény kisebbséggel való leszámolás végrehajtása mellett döntött. Az örmény népirtás pár hónappal ezt követően vette kezdetét.
1915. január 18-án Stange alezredes török egységét visszavonták az Ardahan körüli állásaiból és a régióban maradt a frontvonalak mögött. Majd csak 1915. március 1-én tért vissza a frontra a korábbi pozícióiba.
Februárban a győztes Jugyenyics tábornokot a Kaukázusban állomásozó összes orosz haderők főparancsnokává tették meg. A britek és a franciák időközben arra kérték az oroszokat, hogy támadásokat indítva segítsenek csökkenteni a nyugati frontra nehezedő nyomást. Az oroszok azt kérték a szövetségeseiktől, hogy azok haditengerészeti támadásokkal próbálják enyhíteni a Kaukázusban rájuk nehezedő nyomást. A Fekete-tengeren végrehajtott hadműveletek az oroszok számára adtak némi pihenőt az erőik feltöltéséhez. Ezen felül Gallipoli ostroma, melyet ekkor indítottak a török főváros bevételének céljából, szintén segítette az oroszokat ezen a fronton. Február 12-én a 3. török hadsereg parancsnoka, Hafiz Hakki pasa tífuszban elhunyt és helyét Mahmut Kamil dandártábornok vette át.
Március folyamán a stratégiai felállás változatlan maradt. A 3. török hadsereg veszteségeinek egy részét az 1. és a 2. hadsereg állományából pótolták, bár ezek az erősítések nem tettek ki egy hadosztálynyi erőt sem. A csekély utánpótlás amiatt volt, mert a Gallipoli-félszigetért vívott harc lekötötte a törökök összes erőforrását. Időközben az oroszok megszerezték délen Eleşkirt, Ağrı és Doğubeyazıt településeket. A katonai akciók kisebb összecsapásokra szorítkoztak. A törököknek nem volt elegendő méretű hadereje ahhoz, hogy egész Kelet-Anatólia védelmét meg tudják oldani.

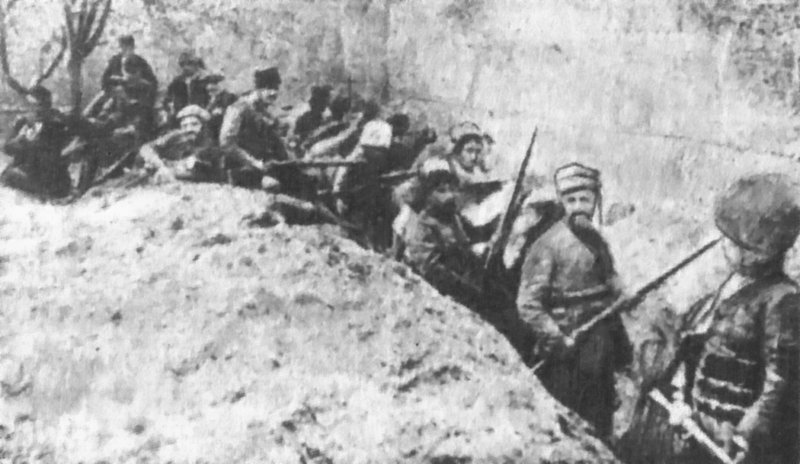
Örmény egységek védelmi állása a fallal körülvett Van ostrománál 1915 májusában

Április 20-án a kezdődött Van városáért a harc. Az örmény védők 30 000 lakost és 15 000 menekültet védelmeztek 1500 harcossal, akik fegyverzetéhez 300 puska és 1000 pisztoly tartozott. Az összecsapás három hétig tartott, míg Jugyenyics tábornok a felmentésükre be nem érkezett. Jugyenyics május 6-án indította meg az offenzívát. Az egyik szárny a Van-tó irányába haladt felmenteni Van városának örmény lakosait. Ennek során a Bajkálon túli kozákok egy dandárja Truhin tábornok vezetésével örmény önkéntesek egy csoportjával kiegészülve tartott Van felé.

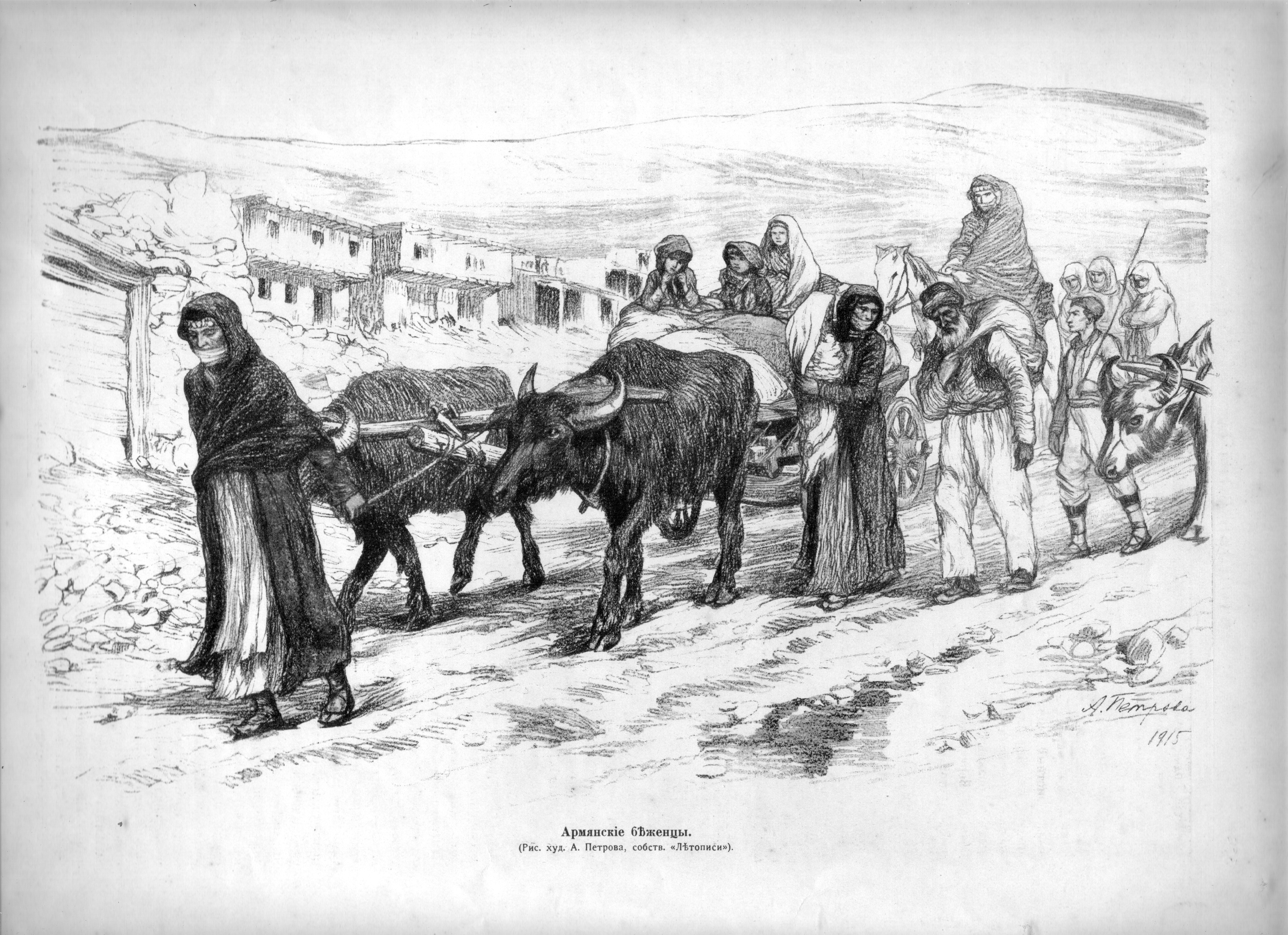
Van ostroma után örmény menekült a Kaukázusba a visszavonuló orosz csapatokkal

Április 24-én Mehmed Talat belügyminiszter kiadta a hírhedt körlevelét, melyben azt állította, hogy a régió örményeit orosz vezetéssel szervezték meg és ennek hatására lázadtak a kormányzata ellen. Talat Van védelmét hozta fel példaként az orosz-örmény együttműködésre. Erre a napra az örmények „Vörös Vasárnapként” emlékeznek és innentől számítják az örmény népirtás kezdetét.
Május 6-án az oroszok megkezdték támadásukat Erzurum irányába a Tortum-völgyön át. A törökök 29. és 30. hadosztálya fel tudta tartóztatni ezt az orosz támadást és a török X. hadtest ellentámadásba ment át, mely az északi szektorban sikereket ért el, a déliben azonban azonban kevésbé volt eredményes. Május 11-én Manzikertet elfoglalták az oroszok, május 17-én az oroszok bevonultak Van városába. Május 21-én Jugyenyics tábornok megérkezett a városba, átvette a város és a citadella kulcsait, és megerősítette hivatalában az örmény átmeneti kormányzatot és Aram Manukian kormányzót. Ezzel az örmény irreguláris egységek, a fedajínek átadták Van városát. Van biztosításával a harcok a nyár folyamán jóval nyugatabbra tolódtak. A Van-tótól délre eső területek különösen sebezhetőkké váltak. A törököknek mindössze 50 000 katonájuk és 130 ágyújuk volt egy 600 km hosszúságú frontvonal védelmére, az oroszok pedig jelentős számbeli fölényben voltak velük szemben. A régió hegyvidéki volt, ami megnehezítette mind a támadást, mind a védelmet.

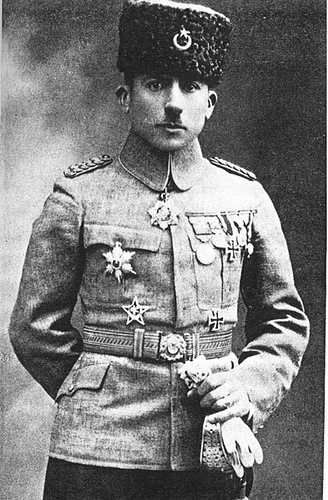
Rafael de Nogales Méndez, az oszmán hadsereg venezuelai tisztje, aki részt vett Van ostromában és a háború után az egyik legjobb leírást készítette a csatáról

Május 27-én az orosz offenzíva során Talat pasa belügyminiszter a deportálási törvény meghozatalával elrendelte az összes örmény lakos erőszakos kitelepítését Szíria területére és Moszulba.
Június 13-ára az oroszok visszatértek a kiindulási vonalukra, majd június 19-én egy újabb offenzívát indítottak, ezúttal a Van-tótól északnyugatra. A Pjotr Oganovszkij tábornok vezette oroszok a Manzikerttől nyugatra lévő dombvidéki területen indítottak támadást. Az oroszok alábecsülték az itteni török csapatok létszámát és meglepetésként érte őket egy nagy török haderő felbukkanása és ellentámadása (Manzikerti csata, 1915). Az oroszok Manzikerttől a Van-tótól nyugatra lévő Mus (Muş) felé nyomultak tovább. Azzal nem voltak tisztában, hogy a törökök IX. hadteste a 17. és 28. hadosztályokkal szintén Mus felé tart. A nehéz helyzetük ellenére a törököknek hatékonyan sikerült újrarendezniük a soraikat. Az 1. és az 5. expedíciós harccsoportot az orosz offenzíva irányától délre helyezték el, és Abdülkerim pasa dandártábornok vezetésével egy „Jobbszárny Csoport” nevű formációt hoztak létre. Ez a csoport független volt a 3. hadseregtől és Abdülkerim közvetlenül Enver pasának jelentett. A törökök ilyen előkészületek mellett készen várták az orosz támadásokat.
Szeptember 5-én Nyikolaj Nyikolajevics nagyherceget nevezték ki az összes kaukázusi orosz haderő élére. Valójában azonban eltávolították az Orosz Kaukázusi Hadsereg főparancsnoki beosztásából, ahonnan eddig lényegében a kaukázusi hadműveleteket irányíthatta. Helyére Jugyenyics tábornok került. Ez a hadszíntér eseménytelen maradt októbertől az év végéig, és ezt Jugyenyics az átszervezéshez használta fel. Az 1916-os év elején az orosz csapatok már 200 000 katonával és 380 ágyúval rendelkeztek. A törökök ellenben nem tudták pótolni a veszteségeiket ezen idő alatt, mivel Gallipoli védelme elszívta az összes felszerelést és élőerőt. A IX., X. és XI. hadtesteket nem lehetett megerősíteni és ezen túl az 1. és 5. expedíciós harccsoportokat áthelyezték Mezopotámiába. Miután nem érte el az óhajtott eredményeket, vagy mert felismerte a többi fronton kialakult súlyos helyzetet, Enver pasa úgy döntött, hogy a régiónak másodlagos fontosságot fog tulajdonítani. 1916 januárjában a törökök 126 000 katonával rendelkeztek ezen a hadszíntéren, akik közül csak 50 539 volt a harcban bevethető. A hadsereg 75 057 puskával, 77 géppuskával és 180 löveggel rendelkezett. A hadsereg csupán papíron volt erős, a valóságban azonban nem. A törökök úgy számoltak, hogy az oroszok nem fognak támadólag fellépni, ami téves feltételezés volt a részükről.

### 1916

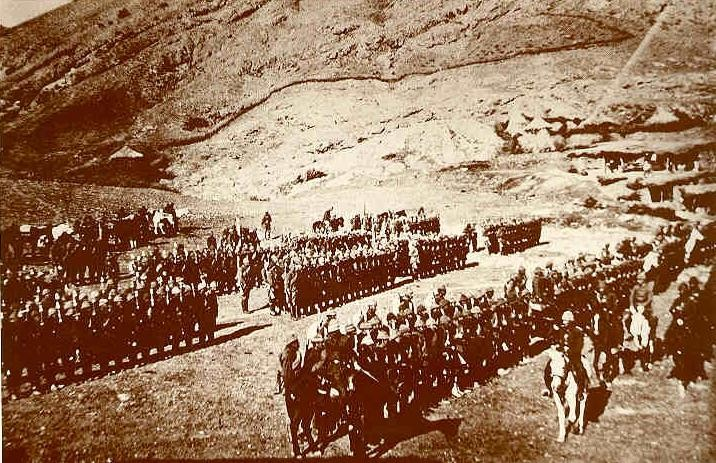
Mustafa Kemal Bitlisnél 1916 márciusában

Január elején Jugyenyics a seregével titokban elhagyta a téli szálláshelyet és a törökök fő erődje, Erzurum ellen indult meg. A támadás a meglepetés erejével hatott és az oroszok a január 10-18. közötti köprüköyi csatában súlyos vereséget mértek egy a téli szálláshelyén lévő török hadosztályra.[forrás?]
Február 16-án Mahmut Kamil kénytelen volt kiadni a 3. hadseregnek a visszavonulási parancsot Erzurumból az oroszok jelentős számbeli fölénye miatt. Az orosz fölény azonban nem volt döntő, ezért Jugyenyics a török védelem centrumát vette támadás alá, annak is egy gyengén védett szektorát. Míg Mahmut Kamil figyelmét diverziós támadásokkal kötötték le a Deve-Boyun hegyvonulatnál, addig az orosz főerők áttörtek a Karagöbek és Tafet erődöknél. Ennek eredményeként a város körüli mindkét védelmi gyűrűn áthatoltak.[forrás?]
Áprilisban az orosz Kaukázusi Hadsereg Erzurumból két irányban folytatta a támadást. Az egyik része északnak vonult Trabzon kikötővárosa ellen, a másik része Mus és Bitlis felé támadott. Ezek az egységek a 2. hadsereget visszaszorították Anatólia belsejébe és a törökökre vereséget mértek a musi csatában és a bitlisi csatában (március 2.–augusztus 24.). Bitlis volt az utolsó védelmi vonal a törökök számára, ahol még megakadályozhatták volna az oroszok kijutását Közép-Anatóliába és Mezopotámiába.[forrás?]

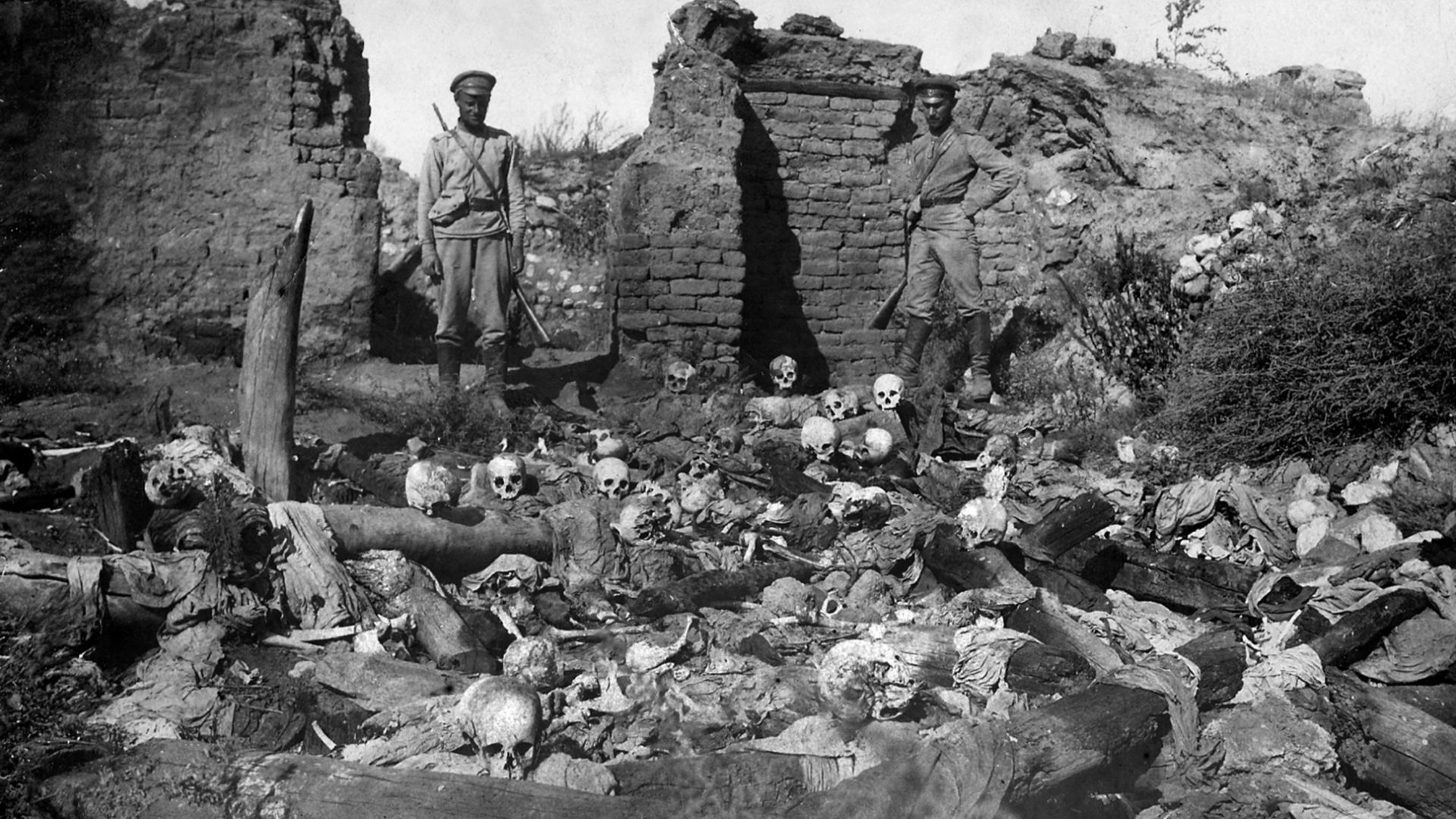
Orosz katonák Sejkhalánban, egy korábbi örmény faluban elkövetett mészárlás bizonyítékait tárják fel (Muş tartomány, 1916)

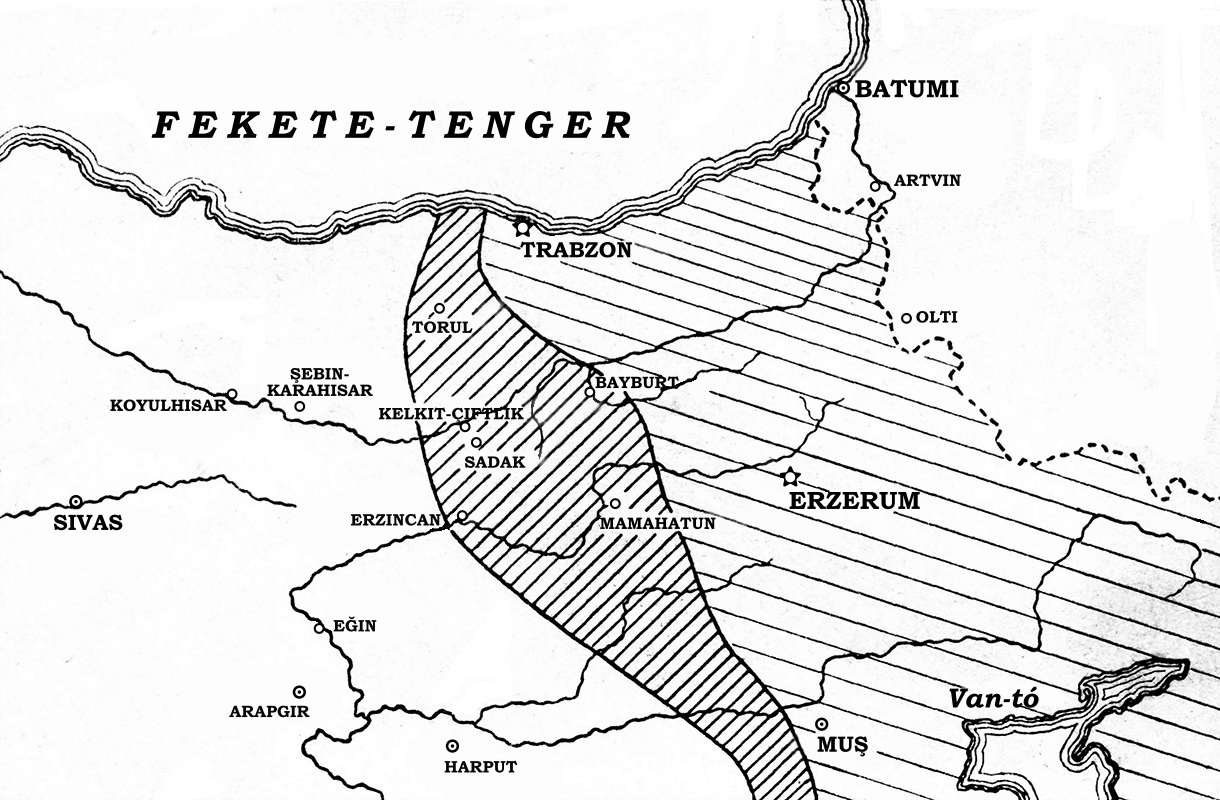
Török-Örményország oroszok általi megszállt vidéke 1916 nyarán (orosz eredetiből)

Július folyamán Jugyenyics tábornok a török támadásra válaszul offenzívát indított Erzincan irányába. Az erzincani csata július 2. és július 25. között zajlott le és a települést már annak kezdetén, július 2-án elfoglalták az oroszok. A törökök a Trabzon elleni offenzívájukat leállították, hogy stabilizálni tudják a frontvonalaikat délen és meg tudják akadályozni az oroszok betörését Anatóliába és Mezopotámiába.[forrás?]
A veresége után a török hadsereg Musztafa Kemálra bízta a 2. hadsereg által kontrollált régió védelmének megszervezését augusztusban. A kinevezésekor az ellenséges erők folyamatos előre nyomulásban voltak. A Van-tó keleti partjánál egész nyáron dúltak a harcok, de ezek nem vezettek eredményre. A hadjárat korábbi periódusaiban a XVI. hadtest vissza tudta szerezni Bitlist és Must. Ahmet Izzet pasa egy héttel az orosz offenzíva zárása után döntött a támadás mellett, és az erre a célra összevont haderő a partvonal mentén indult meg. A 2. török hadsereg augusztus 2-án indult meg. Míg Jugyenyics északon a törökök 3. hadseregét szorította vissza, addig a 2. hadsereg délen a felkelőkkel és az orosz hadsereg Tovmas Nazarbekian tábornok vezette erőivel és az Andranik Ozanian vezette örmény önkéntes alakulatokkal nézett szembe. Az 1916. augusztus 1-9. közötti harcok során a törökök újabb vereséget szenvedtek és az egész régió az oroszok és az örmények kezére került, ezzel pedig elhárították egy Van városa elleni török támadás lehetőségét.
Szeptember végére a 2. török hadsereg támadó hadműveletei befejeződtek. A harcokban 30 000 halottat és sebesültet veszített. Az oroszok meg tudták erősíteni a vonalaikat és két héttel később ellenoffenzívát tudtak indítani és tovább tudtak előrenyomulni.
Szeptembertől a forradalom kitöréséig az orosz haditengerészet uralni tudta a Fekete-tengert.
1916 hátralévő részében a törökök szervezeti és hadműveleti változtatásokat eszközöltek a kaukázusi fronton. Szerencséjükre az oroszok kevés aktivitást tanúsítottak ezen időszak alatt. 1916–17 tele különösen kemény volt, ami a harccselekményeket csaknem teljesen ellehetetlenítette.

### 1917

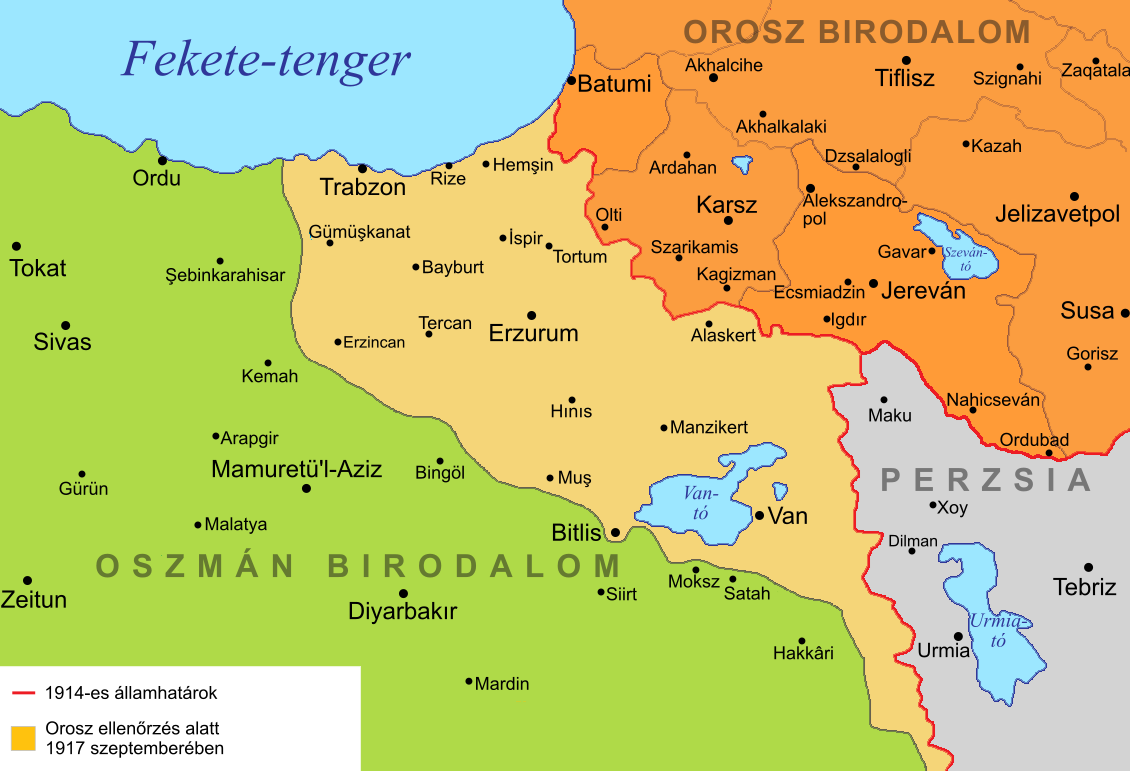
Nyugat-Örményország 1917 szeptemberétől orosz kézen lévő vidéke

A katonai helyzet nem változott 1917 tavaszán sem. Az újabb támadásról szőtt orosz tervek már nem realizálódtak, mert Oroszország politikai és társadalmi zűrzavarba süllyedt és ez befolyással volt a hadseregre is. A káoszt az orosz forradalom okozta és leállított minden katonai műveletet a frontokon, az orosz csapatok ezután visszavonulásba kezdtek. Sem az orosz katonák, sem az orosz polgárok nem kívánták folytatni a háborút, az Orosz Birodalom hadserege lassan bomlásnak indult. 1917 tavaszától a szituáció tovább romlott a Kaukázusi Hadseregnél, mivel a tífusz, a skorbut és egyéb a higiéniai hiányosságok és az alultápláltság okozta egészségügyi problémák sűrűn ütötték fel a fejüket.
Az oroszországi forradalomig az Oszmán Birodalom a kaukázusi fronton nem nagyon tudott érvényesülni. A sarikamişi csata után a török csapatok „szinte mindig” katasztrofális helyzetben próbálták védelmezni a területeiket. A törökök nem tudták kiaknázni az 1917-es kaotikus viszonyokat, mivel az egységeik nem voltak ehhez megfelelő állapotban. Enver pasa öt hadosztályt kivont a régióból, mivel Palesztinában és Mezopotámiában volt rájuk szükség a brit csapatok ellen.
Március 1-én a Petrográdi Munkás- és Katonatanács által közzétett „1. számú parancs” előirányozta a hadsereg demokratizálását. Ez az írásos parancs lehetővé tette a katonai alakulatok számára, hogy megválasszák saját képviselőiket. 1917. március 9-én felállították a Transzkaukázusi Különleges Bizottságot, aminek elnöke az állami duma tagja, V. A. Kharlamov lett. Ő vette át az átmeneti kormány által menesztett birodalmi alkirály, Nyikolaj Nyikolajevics nagyherceg feladatkörét a legfelsőbb polgári adminisztratív tisztviselőjeként a transzkaukázusi régióban. Az új kormányzat Jugyenyics tábornokot Közép-Ázsiába helyezte át, ami után Jugyenyics leszerelt.
A nyár folyamán, mikor Török-Örményország orosz kézen volt, az oroszok összehívtak egy konferenciát a vészhelyzetek esetén meghozandó intézkedések megállapítására. A konferencián döntés született arról, hogy felállítanak egy 20 000 fős milíciát Andranik Ozanian vezetésével és ennek 1917 decemberéig. Dr. Hakob Zavriev polgári biztos Andranik Ozaniant vezérőrnaggyá léptette elő. Az ő hadereje a következő egységekből állt:
- 1. dandár: 
  - Erzinjan ezred
  - Erzurum ezred
- 2. dandár:
  - Khnus ezred
  - Alashkert ezred
- 3. dandár:
  - Van regiment
  - Zeytoun lovasezred

1917. szeptember 14-én a régióban állomásozó és a teljes felbomlás szélén álló orosz hadsereg elveszítette a parancsnoki hatóságát. Az ősz vége felé Mihail Przsevalszkij tábornok a kaukázusi front parancsnoka elrendelte nemzeti alapon szerveződő örmény és grúz egységek felállítását a hadsereg kötelékén belül, hogy ezzel is lassítsa a bomlási folyamatot. Az orosz hadsereg leszerelése a kormányzat végét jelentette volna és a bolsevikokat segíthette könnyen hatalomra. 1917 novemberében megalakult a független Transzkaukázia első kormányzata Tifliszben Transzkaukázusi Népbiztosság (avagy: Transzkaukázusi Szejm) névvel, felváltva a Transzkaukázusi Bizottságot a bolsevik hatalomátvétel után.
A Transzkaukázusi Szejmet egy grúz mensevik, Nikoláj Chkheidze vezette. A Transzkaukázusi Szejm nem tudta megállítani a hadsereg kisebb nemzeti haderőkre való felbomlását. Míg az örmények elküldték képviselőiket a szejmbe, addig a kelet-örményországi vezetők Jerevánban igyekeztek létrehozni egy Örmény Hadtestet. Az örmények azt tervezték, hogy a fennmaradásukat politikailag az antant támogatására és egy orosz támogatással létrehozott nemzeti hadseregre alapozzák.
Nazarbekov tábornokot választották ki a hadsereg főparancsnokának, melynek a felépítése a következő volt:
- 1. hadosztály – parancsnoka Christophor Araratov tábornok (Jereván nevezte ki):
  - 1. Erzurum és Erzinjan ezred
  - 2. Khnus ezred
  - 3. Jereván ezred
  - 4. Erzinjan és Jereván ezredek
- 2. hadosztály – parancsnoka Movszesz Szilikján ezredes (Erivan nevezte ki):
  - 5. Vani ezred
  - 6. Jereváni ezred
  - 7. és 8. Alekszandropoli ezredek

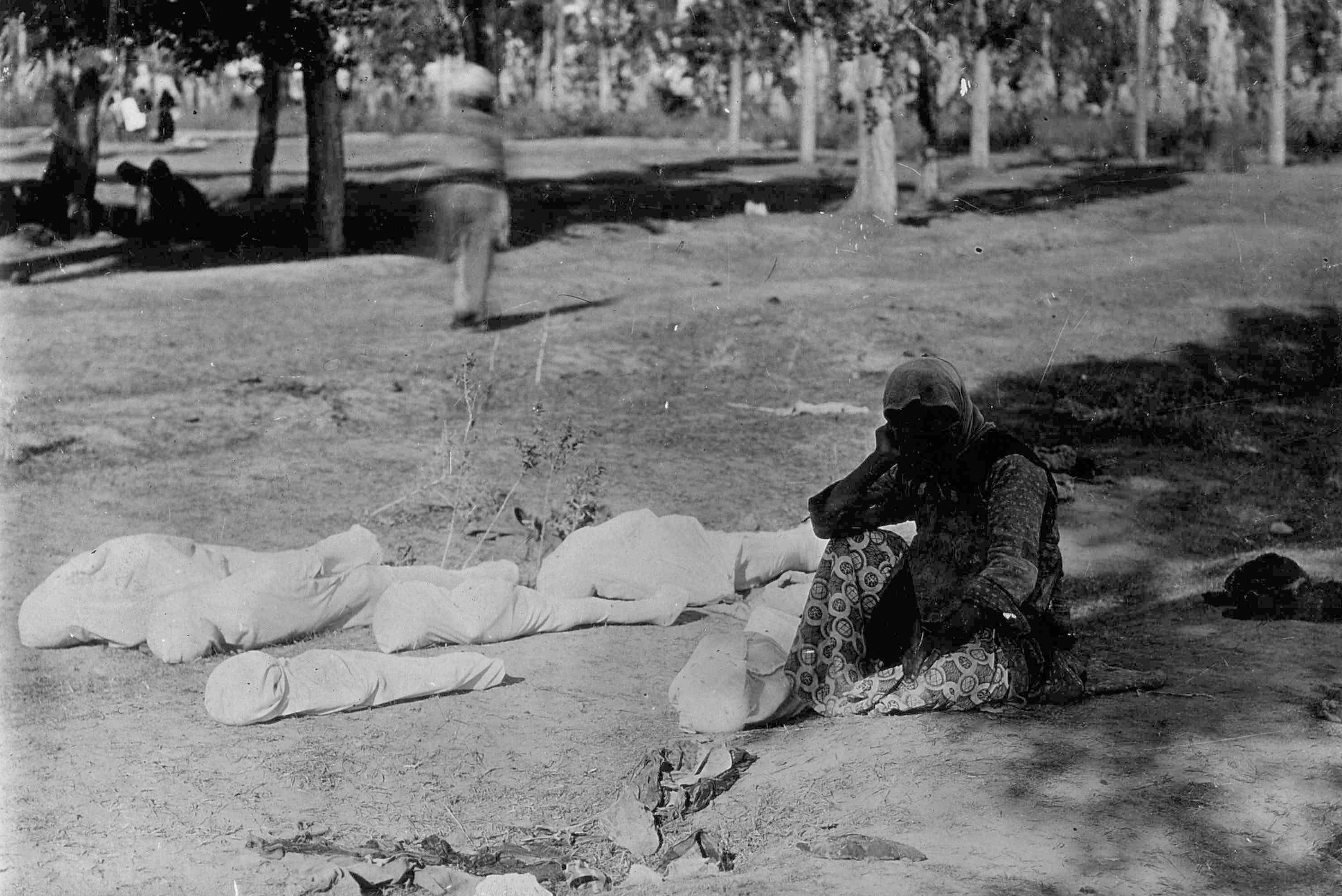
Egy örmény anya öt meggyilkolt gyermeke mellett

Az Örmény Hadtest vezérkari főnöke Jevgenyij Visinszkij tábornok volt. A hadosztályok négy-négy ezrede közül három volt reguláris ezred, míg a negyedik „depóezred” volt. Az állományukba 32 000 katona tartozott. Ezen reguláris egységek mellett a hadrafogható embereket is felfegyverezték, akikből egy 40-50 000 fős haderőt tudtak létrehozni. Egyedül Bakuban az orosz hadsereg 160 ágyút, 180 géppuskát és 160 millió töltényt hagyott hátra az örményeknek.[forrás?]
Október 23-án a forradalom alatt a törökök 3. hadserege a Munzur-hegységtől a Fekete-tengerig terjedő 190 km-es frontszakaszt védelmezte 66 zászlóaljjal, melyek 30 000 katonával, 177 géppuskával és 157 ágyúval rendelkeztek. A géppuskák, az igásállatok, az élelmiszer-ellátmány, a szállítójárművek és a ruházat mennyisége problémát okozott. Az oroszok megerősítették Erzurumot és Trabzont. Az oroszoknak 9, a törököknek 3 repülőgépe volt. Az orosz vonalak Trabzontól nyugatra kezdődően az Erzincan-Kemah átjáró mentén a Tunceli és Murat folyóktól délre húzódtak a Van-tóig és Baskaléig. Ezen a vonalon az orosz hadsereg 86 000 katonát és 146 ágyút tudott szembeállítani a 3. török hadsereggel. A fronton patthelyzet alakult ki.
1917 december 5-én köttetett meg az erzincani fegyverszünet az oroszok és a törökök között, ami véget vetett a két hatalom közötti fegyveres összecsapásoknak. December és február 7. között az Örmény Hadtest ezredeit azonnal a frontra küldték. A haza tartó orosz katonák számára a felvonuló örmények nagy látványosságnak számítottak, mivel míg ők végre hazatérhettek a frontról, addig az örmények pont oda siettek. Az oroszok hátra hagyták a felszereléseiket és az ágyúikat az újonnan megalakított örmény nemzeti hadseregnek. Az 1917-es nemzetiesítés (egyes források szerint „demokratizálás”) után nem volt már hatékony orosz katonai erő a régióban 1917 végére.
1918 fordulóján az antanthatalmak, a déli kozákok, a grúzok, a pontuszi görögök és az örmények összefogtak a törökök elleni frontvonal fenntartása érdekében. Az Orosz Birodalom és az Oszmán Birodalom közötti fegyverszüneti egyezmény mellett ez volt az egyetlen módja annak, hogy folytassák a harcot a törökök ellen. Az oroszok kivonulása után az a kaukázusi front állásait átvevő örmények Nagy-Britanniától egy millió rubel támogatást kaptak.

### 1918
A bolsevik hatalomátvétel után Oroszország nagy kiterjedésű déli területei védelem nélkül maradtak leszámítva azokat Tovmas Nazarbekian által vezetett, pár ezer örményből álló alakulatokat, akik az oroszok által hátrahagyott fegyverekkel fegyverezték fel magukat, illetve az ezeknél jóval kisebb erőt kitevő nyugat-anatóliai menekültekből álló, Andranik Ozanian vezette csapatokat. Ezek az örmény csapatok Jerevántól Erinjanig tartották a frontvonalat. Február 2-án a török csapatok támadást indítottak az orosz csapatok által elhagyott kaukázusi frontvonalon. Miután vereséget mértek a grúz és örmény csapatokra és szétszórták őket, a törökök gyorsan visszaszerezték az 1915 és 1917 között elveszített területeiket.
A 3. hadsereg offenzívája Vehib pasa vezetésével február 5-én indult meg. A törökök a Tirebolu–Bitlis–vonaltól keletre törtek előre és február 7-én Kelkitet, február 13-án Erzincant, február 19-én Baburtot, február 22-énTercant, február 24-én Trabzont foglalták el. Ezt követően Trabzon kikötőjén keresztül is érkeztek be erősítések számukra. Manzikert, Hınıs, Oltu, Köprüköy és Tortum is török kézre került a következő két hétben. Március 24-én a török csapatok átlépték az 1914-es határt.

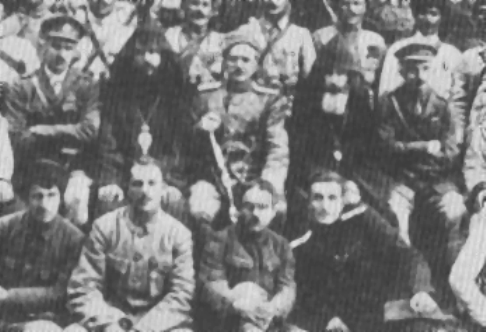
Andranik Ozanian emberei körében – ő tette lehetővé, hogy Van örmény lakossága 1918-ban a törökök elől elmenekülhessen Kelet-Anatóliába, a csapataival pedig Hegyi-Karabahban felvette a harcot a törökökkel

Március 3-án a nagyvezír, Talat pasa aláírta a breszt-litovszki békeszerződést. Ennek értelmében a bolsevik Oroszország az 1877-78-as háborúban megszerzett Batumit, Karszt és Ardahánt visszaadta a törököknek és Transzkaukázia függetlenséget kapott. Ezen rendelkezéseken túl egy titkos záradék szerint az oroszoknak le kellett szerelnie az örmény nemzeti haderőt.

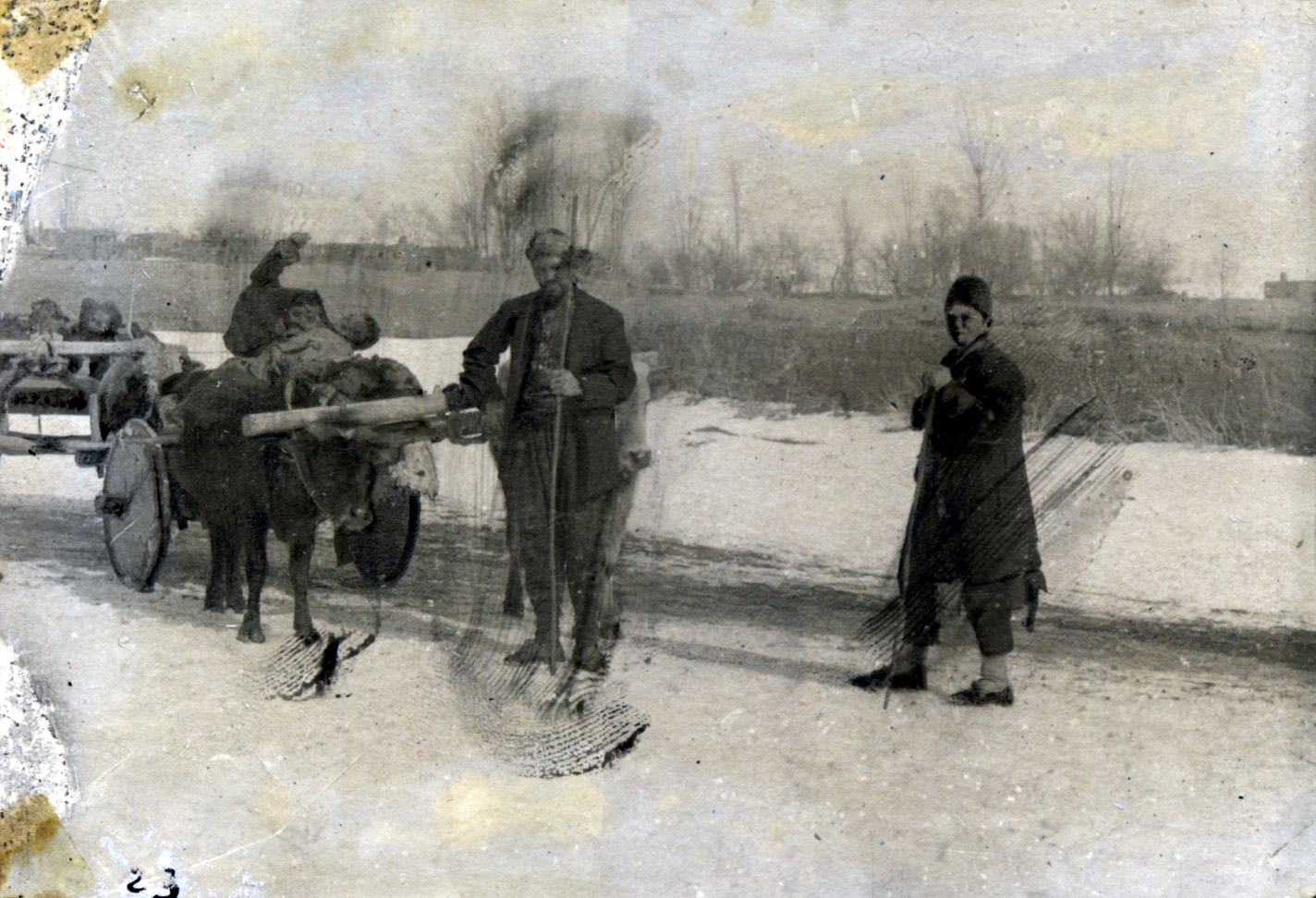
Polgári áldozatok összegyűjtött holttestei Erzincanban

A törökök és a transzkaukáziai szejm képviselői március 14-én ültek össze Trabzonban megegyezni a békéről. Enver pasa azt ajánlotta, hogy a törökök felhagynak minden követelésükkel a Kaukázusban azért cserébe, hogy a breszt-litovszki békeszerződésben foglaltaknak megfelelően ellenségeik elismerik a kelet-anatóliai tartományok visszaszerzését. Április 5-én a transzkaukázusi delegáció vezetője, Akaki Chkenkeli elfogadta a breszt-litovszki szerződést a további tárgyalások alapjának, és a táviratában arra sürgette a kormányzatokat, hogy fogadják el ezt a pozíciót. Tbilisziben azonban egészen más hangulat uralkodott, és elismerték a hadiállapot meglétét az Oszmán Birodalommal.
Április 14-én a törökök 10-12 000 fős sereggel elfoglalták Batumit és foglyul ejtették a 3000 fős helyőrségét két napi harc után. 1918. április 23-án a törökök ostrom alá vették Karsz városát, mely az örmények és nem bolsevik orosz csapatok kezén volt. Az 1877-es megszerzése óta az oroszok jelentősen megerősítették a védműveit, a helyőrsége erős volt, a készletei pedig fel voltak töltve. A helyőrség 10 000 főt tett ki és 154 rögzített löveggel, 67 tartalék löveggel, 46 erődgéppuskával, 20 tartalék géppuskával és 11 000 karabéllyal rendelkezett.
Transzkaukázia külügyminisztere, Akaki Chkhenkeli előzőleg olyan utasítást adott, miszerint a várost fel kell adni amint a törökök megjelennek a közelében. Ezt az utasítást anélkül adták ki, hogy a koalíciós kormányzat örmény tagjait megkérdezték volna. A védők az utasításnak nem tettek eleget, de zavart okozott a soraik között és részben ez is közrejátszott abban, hogy több ezer civil elhagyta a települést az ostrom előtt és alatt. Ettől függetlenül az nyilvánvaló volt a helyzetet ismerők számára, hogy jelentős túlerő által bekerítve a város nem fogja tudni huzamosabb ideig tartani magát. Ennek eredményeként a helyőrség vezetői azon fáradoztak, hogy tárgyalások révén érjék el a városból való kivonulást a törökökkel való összecsapás nélkül. A törökök hozzájárultak ahhoz, hogy a helyőrség békésen elvonulhasson, azzal a kikötéssel, hogy az erődöt sértetlenül, teljes fegyverzetével együtt vehetik át. Nazarbekov tábornok, az Örmény Hadtest parancsnoka Jerevánban egy francia közvetítő közreműködésével hozzájárult a város feladásához 1918. április 25-én. Ezzel egyidőben a török tüzérség készenlétben állt a város körül és az este folyamán az I. oszmán kaukázusi hadtest egyik ezrede bevonult a városba és irányítása alá vonta azt. A törökök 11 000 puskát, 2 millió töltényt, 67 ágyút és 19 géppuskát vettek birtokukba, amit az örményeknek hátra kellett hagyniuk.
Május 11-én egy új békekonferencia nyílt Batumiban, melyen a törökök bővítették az igényüket Tbiliszit valamint Alexandropolt és Echmiadzint is követelve. A köztársaság delegációjának örmény és grúz tagjai kitértek a kérdés elől. A török hadsereg május 21-én ismét megindult, ami a sardarapati csatához (május 21-29.), a második Kara Killisse-i csatához (május 24-28.) és a Bash Abaran-i csatához vezetett. Habár az örményeknek sikerült egy alkalommal vereséget mérniük a törökökre, a saját hadseregük szétszóródott. Időközben zajlott egy békekonferencia a török és a transzkaukáziai kormányzatok között német közvetítéssel is Batumiban, ami eredménytelenül zárult 1918. május 24-én. Két nappal később Grúzia kilépett a föderációból és külön köztársasággá nyilvánította magát, mely lépésben támogatta a Friedrich Kreß von Kressenstein és Friedrich Werner von der Schulenburg vezette német delegáció is. A független Grúz Demokratikus Köztársaságot a poti szerződésben ismerték el. Ugyanezen a napon az Első Örmény Köztársaság is kikiáltotta függetlenségét, majd ezután az Azerbajdzsáni Demokratikus Köztársaság is létrejött.
Június 4-én Örményország kénytelen volt aláírni a batumi szerződést. Azonban az Andranik Ozanian vezette örmények Hegyi-Karabahban ellenálltak a 3. török hadseregnek a nyár folyamán és létrehozták Hegyi-Örményország Köztársaságot. Augusztusban Susában, a régió adminisztratív központjában független kormányzatot állítottak fel.
Június folyamán érkeztek be a térségbe a német kaukázusi expedíció csapatai, hogy a régióban képviseljék a német érdekeket és a helyi erőforrásokból, főként a bakui olajmezők hasznából részesedést biztosítsanak Németország számára. Június elején a Vehip pasa vezette török hadsereg újabb offenzívába kezdett a Tbiliszibe vezető út mentén, ahol egy német–grúz közös haderőbe ütköztek. Június 10-én a 3. hadsereg támadásba lendült és számos hadifoglyot ejtett, ami után Berlin hivatalosan azzal fenyegette meg az Oszmán Birodalmat, hogy az összes a területén lévő és segítséget nyújtó csapatát kivonja a területéről. A török kormányzat engedni kényszerült a német nyomásgyakorlásnak és meg kellett állítania a csapatait. Ezt követően stratégiai irányt váltva Azerbajdzsán és Irán felé folytatták az előretörést. Egy grúz delegáció, melynek tagjai Chkhenkeli, Zurab Avalishvili és Niko Nikoladze voltak, Berlinbe utazott, hogy egy szerződésről tárgyaljanak, ez azonban meghiúsult a novemberi német összeomlás miatt.

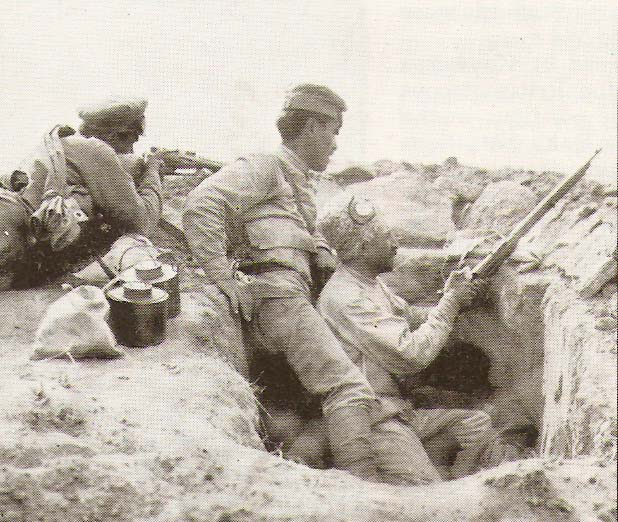
Örmény védők a bakui csata során

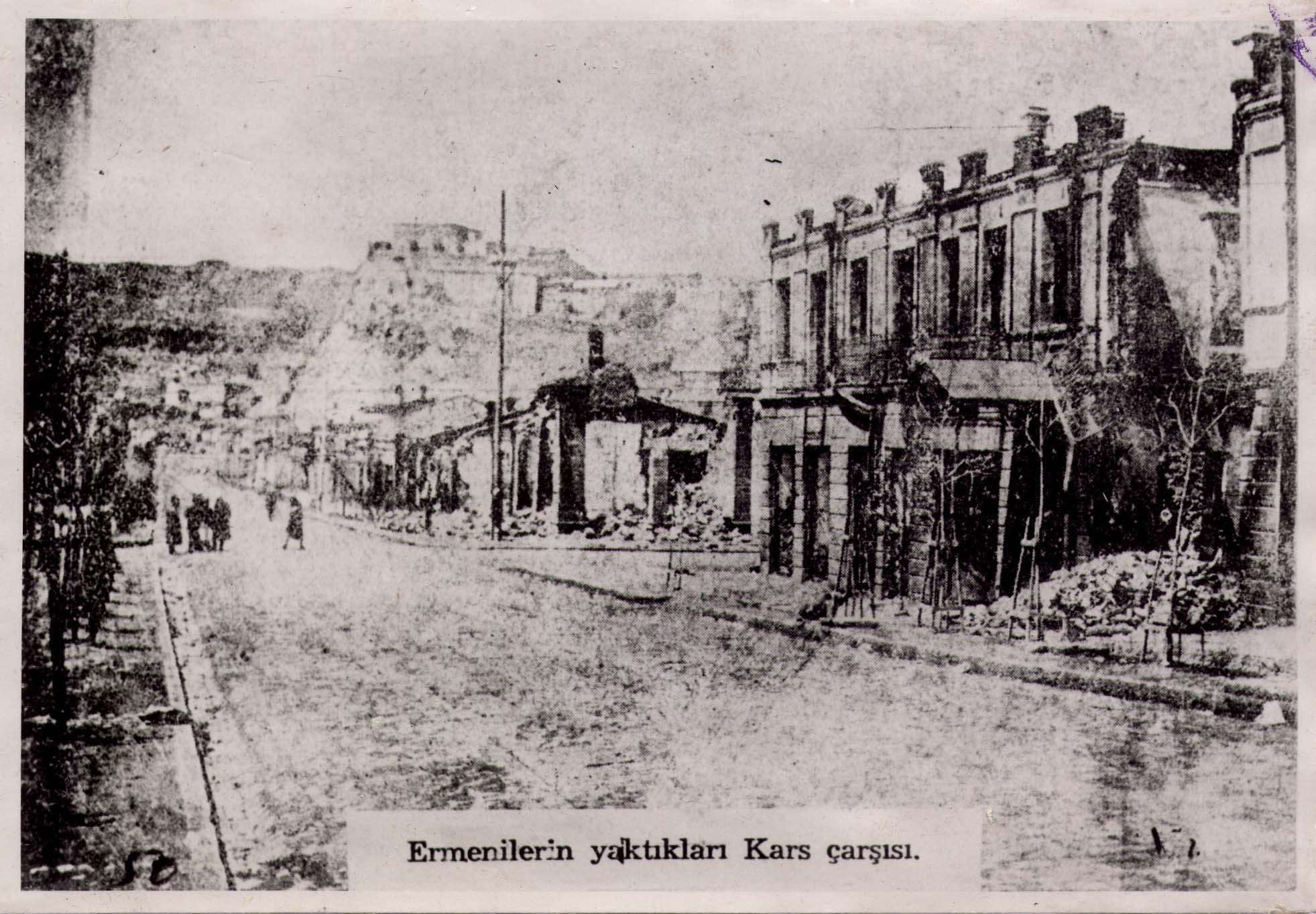
Karsz bevásárlónegyede

Enver pasa márciusban egy új haderőt állított össze, aminek az „Iszlám hadserege” nevet viselte, bár az állománya 14 000 és 25 000 közötti volt csak. Minden katonája muzulmán volt és legtöbbjük beszélte a török nyelvet. Júliusban a Közép-kaszpi Diktátorság ellen küldte ezt a sereget azzal a céllal, hogy megszállják Bakut, a várost a bakui csata után szeptemberben meg is szerezték.
Októberben a török csapatok Andranik örmény csapatai ellen vonultak Hegyi-Karabahba és Zangezurba. A harcok hevesek voltak, de döntés nem született a csatamezőn. Az Andranik vezette örmény milícia megtizedelt egy török egységet, mely a Varanda folyót akarta megközelíteni. Az összetűzések egészen a mudroszi fegyverszüneti egyezmény október 30-ai aláírásáig folytatódtak. Eddigre a törökök az összes az oroszok által elfoglalt kelet-anatóliai területet visszafoglalták. A fegyverszünet lehetővé tette Andranik számára, hogy létrehozzon egy bázist a további keleti irányú előretöréshez és egy Nahicsevánig elérő stratégiai korridort hozzon létre.

## Veszteségek
A kaukázusi fronton az oroszok által elszenvedett veszteségeket nehéz megbecsülni. Csak az 1916 júniusa és szeptembere között 50 000 fős végleges veszteséget könyvelhettek el, többségüket harctevékenységen kívüli okok miatt. Az Orosz Birodalom összeomlásáig a törökök 15 728 orosz foglyot ejtettek. Ebből 9216-ot a Kaukázusban és 6512-t Romániában.
A török veszteségekről pontosabb adatok állnak rendelkezésre. A török archívumokat felhasználva Edward J. Ericksen amerikai történész megpróbálta megállapítani a veszteségeiket. A harctevékenységen kívüli haláleseteket, sérüléseket és nem kritikus sebesüléseket leszámítva a törökök veszteségei az egyes hadjáratokra illetve csatákra lebontva a következők voltak:
- Északi határ: 1914: 11 223 (1983 elesett, 6170 sebesült, 3070 hadifogoly)
- Sarikamiş 1915: 40 000 (23 000 elesett, 10 000 sebesült, 7000 eltűnt)
- Tortum/Van/Malazgirt 1915: 58 000 (19 000 elesett, 38 000 sebesült)
- Eliskirt völgye 1915: 10 000 (4000 elesett, 6000 sebesült)
- Köprüköy 1916: 15 000 (4000 elesett, 6000 sebesült, 5000 hadifogoly)
- Erzurum 1916: 15 000 (4000 elesett, 6000 sebesült, 5000 hadifogoly)
- Trabzon/Lazistan: 9000 (3000 elesett, 6000 sebesült)
- Bayburt/Erzincan 1916: 34 000 (5600 elesett, 13 400 sebesült, 17 000 hadifogoly)
- 2. török hadsereg offenzívája 1916-ban: 30 000 (10 000 elesett, 20 000 sebesült)
- Armenia/Azerbaijan 1918: 4500 (1500 elesett, 3000 sebesült)
- További hadifoglyok: 9010

Ez összesen 235 733 fős veszteséget jelent (83 083 halott, 113 570 súlyos sebesült, 39 080 hadifogoly). A betegségek és a fagy okozta halálesetek nagyjából kétszeresen meghaladták a harctevékenységek következtében bekövetkezett halálesetek számát. Hasonlót feltételezve a Kaukázusban, a török veszteségek a betegségek és az időjárás következtében 170 000 körülire tehető halottakban, az összes halottat tekintve pedig 253 000 körülire. Összességében a sebesülések két és félszer olyan gyakoriak voltak, mint a kritikus sebesülések. Amennyiben ez áll a kaukázusi harcokra, akkor az összes sebesülések száma meghaladhatta a 284 000-et. A törökök összes vesztesége ezen a hadszíntéren így 576 000 körül lehet, amiből 284 000 a halott, 253 000 a sebesült, 39 000 a hadifogoly. Ez az első világháborús török veszteségeknek több mint egyharmadát teszi ki.Sablon:Or
Uğur Ümit Üngör történész az angolul Confiscation and Destruction: The Young Turk Seizure of Armenian Property („Elkobzás és rombolás: Az örmény tulajdon ifjútörökök általi lefoglalása”) címmel megjelent könyv szerzője szerint számos atrocitást követtek el az orosz katonák és az örmény önkéntesek a török és kurd lakossággal szemben. A large part of the local Muslim Turks and Kurds fled west after the Russian invasion of 1916.

## Az örmény népirtás
A kaukázusi hadjárat során az Oszmán Birodalom örmények lakta területeinek (Oszmán-Örményországnak) keresztény lakossága odaveszett az örmény népirtás során. Az örmény lakosságot vagy hosszú halálmenetekre kényszerítették a Szír-sivatag közepén létrehozott gyűjtőtáborokig, ami közben közben a betegségek, az őrök atrocitásai, mészárlások, a kurdok által végrehajtott rajtaütések és az alultápláltság következtében vesztek oda az emberek, vagy amennyiben ellenálltak a kitelepítésnek, helyben gyilkolták le őket. Mindkét eset megfelelt a törökökök azon céljának, hogy az örményeket elmozdítsák hazájukból, ők pedig továbbra is megszállva tarthassák Nyugat-Anatóliát. Az etnikai tisztogatások és mészárlások áldozatainak számát 600 000 és 1,5 millió közöttire teszik. Örmény monostorok, templomok, temetők, lakóházak, iskolák és egyéb épületek estek a pusztítás áldozataivá. A lakóhelyüket elhagyó örmények azóta jelentős diaszpórákat alkotnak sok távoli országban, például Franciaországban és az Egyesült Államokban. A népirtás folyamatos viták tárgyát képezi a modern utódállamok, Örményország és Törökország között.

## Utóélete

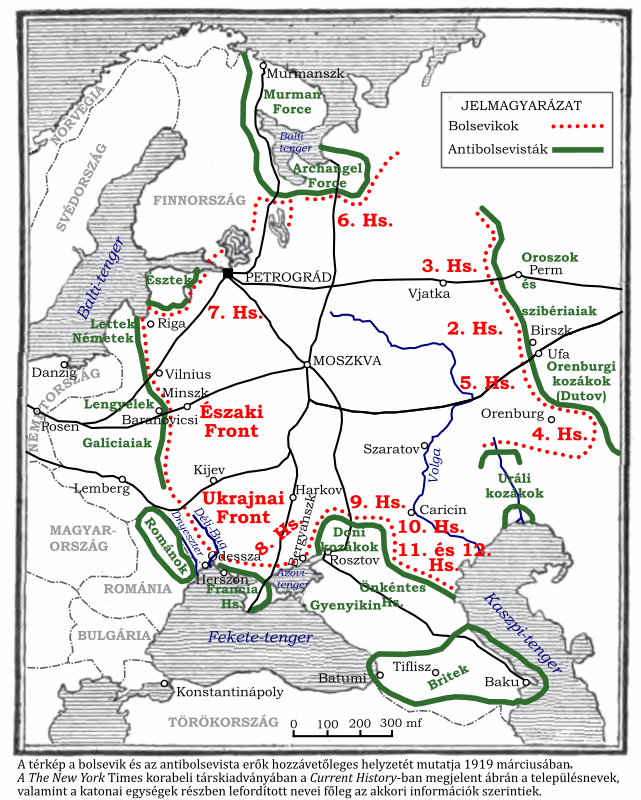
A Dunsterforce elhelyezkedése a fegyverszünet megkötésekor

Az Oszmán Birodalom vesztesként került ki a háborúból, de a Kaukázus régiójában az államhatárok kérdése nem lett tisztázva. A fegyverszünet után két évvel, 1920. augusztus 10-én az antanthatalmak és a velük szövetséges államok békeszerződést kötöttek az Oszmán Birodalommal Sèvres-ben.

### Területi viták
A háború után hamarosan, még 1918-ban kitört a grúz-örmény háború a Javakheti és Lori tartományok miatt, melynek végén Örményország megszerezte az utóbbit. Örményország és Azerbajdzsán 1918 és 1920 között vívott egymással háborút Karabah és Nakhichevan miatt. Örményország mind a kettő területet elveszítette a Török Nemzeti Mozgalmat támogató szovjet intervenció következtében. A török-örmény háború 1920-ban további örmény területek elnéptelenedését illetve megszállását eredményezte.

### A Kaukázus szovjetizálása

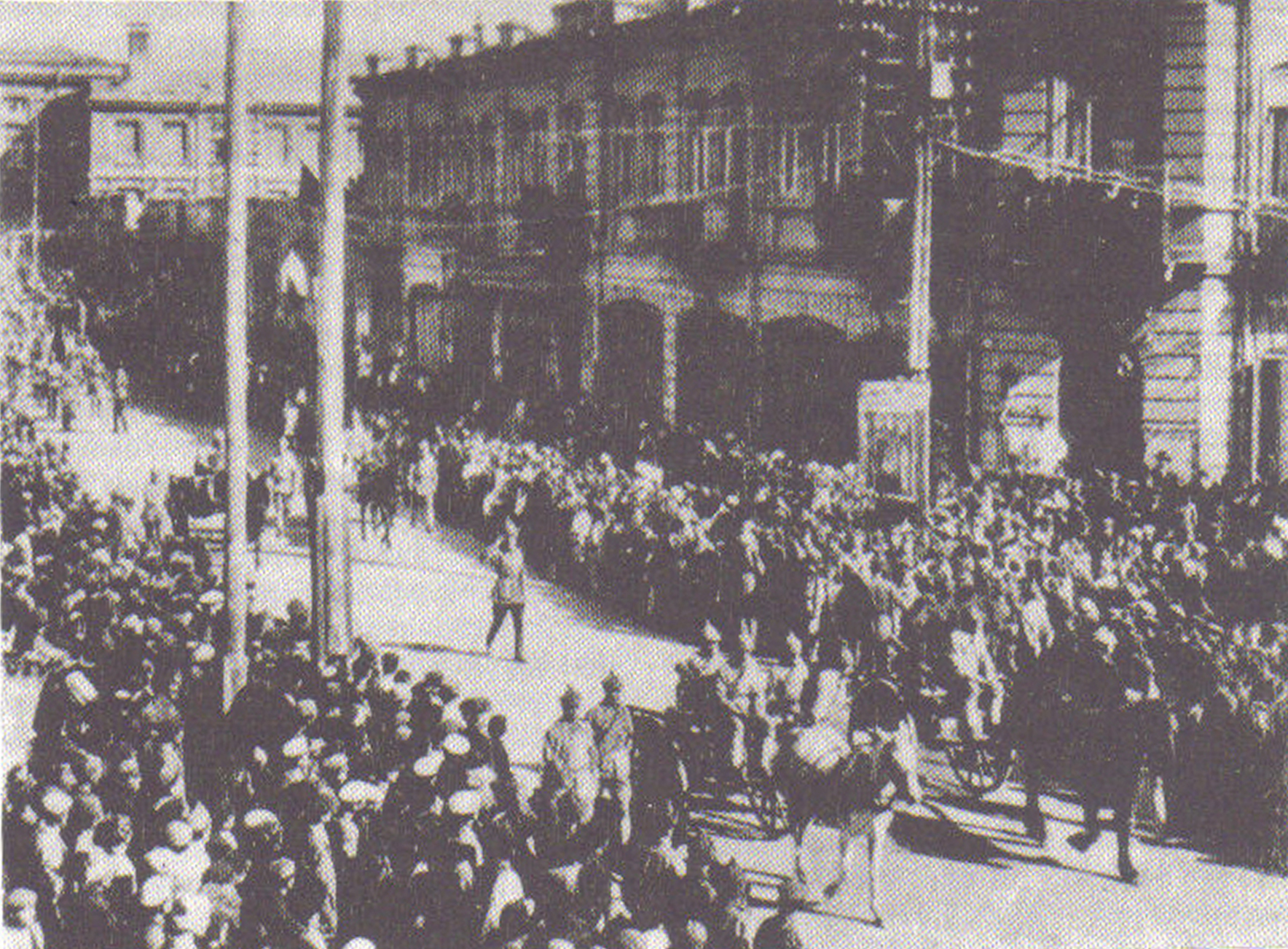
A szovjet 11. hadsereg bevonul Jerevánba 1920-ban

1920. április 27-én az Azeri Demokratikus Köztársaság kormányzata jegyzéket kapott, miszerint a szovjet hadsereg az északi határait átlépve be kíván törni a területére. Azerbajdzsán ekkor nyugaton háborút vívott Örményországgal Hegyi-Karabah miatt, keleten a helyi azeri kommunisták lázongtak a kormányzat ellen, északról pedig a szovjet hadsereg közeledett, miután legyőzte a Gyenyikin vezette fehéreket. Azerbajdzsán hivatalosan megadta magát a szovjeteknek, de sok tábornokuk és a helyi milíciáik ellenálltak az előrenyomuló szovjet erőknek, és egy ideig eltartott a szovjeteknek, mire stabilizálni tudták az újonnan kikiáltott Azerbajdzsáni Szovjet Szocialista Köztársaságot. 1920. december 4-én az Első Örmény Köztársaság is megadta magát a szovjeteknek. December 5-én a főként karabahi örményekből álló Örmény Forradalmi Bizottság (Revkom) bevonult Jerevánba. December 6-án Feliksz Dzerzsinszkij rettegett titkosrendőrsége, a cseka is megjelent a városban, ami véget vetett az Első Örmény Köztársaságnak, és kikiáltották az Örmény Szovjet Szocialista Köztársaságot Alekszandr Miasnikyan vezetésével. 1921. február 25-én a Vörös Hadsereg bevonulása a Grúz Demokratikus Köztársaságot számolta fel.
1921 október 23-án a karszi szerződés véget vetett az ellenségeskedéseknek. Ez a márciusban megkötött moszkvai szerződést követte. and was ratified in Yerevan on September 11, 1922. A Szovjetunió aláírta a karszi szerződést amit a Nagy Nemzetgyűlés (a Törökországot 1923-ban Törökországot köztársaságnak kikiáltó testület), a Bolsevista Oroszország, Örmény Szovjet Szocialista Köztársaság, Azerbajdzsáni Szovjet Szocialista Köztársaság, Grúz Szovjet Szocialista Köztársaság képviselői kötöttek. Ezen államok mindegyike a Szovjetunió részévé vált az uniós szerződéssel 1921-ben.

## Fordítás
- Ez a szócikk részben vagy egészben  a   Caucasus campaign című angol Wikipédia-szócikk ezen változatának fordításán alapul.  Az eredeti cikk szerkesztőit annak laptörténete sorolja fel. Ez a jelzés csupán a megfogalmazás eredetét és a szerzői jogokat jelzi, nem szolgál a cikkben szereplő információk forrásmegjelöléseként.

## Lásd még
- Örmény népirtás
- Sykes–Picot-egyezmény
- Orosz–török háborúk